# Storskogen
Storskogen este o arie protejată (arie specială de conservare — SAC, sit de importanță comunitară — SCI, arie de protecție specială avifaunistică — SPA) din Suedia întinsă pe o suprafață de 139,1 ha, integral pe uscat.

## Localizare
Centrul sitului Storskogen este situat la coordonatele 59°56′25″N 17°43′40″E / 59.9404°N 17.7277°E.

## Înființare
Situl Storskogen a fost declarat sit de importanță comunitară în iulie 2000 pentru a proteja 1 specie de plante și 11 specii de animale. Alte tipuri de protecție:
- arie de protecție specială avifaunistică (în iulie 2000)[2]
- arie specială de conservare (în martie 2011)[1][3][4]

## Biodiversitate
Situată în ecoregiunea boreală, aria protejată conține 4 habitate naturale: Taiga vestică, Păduri fino-scandinave bogate în ierburi cu Picea abies, Păduri caducifoliate de mlaștină fino-scandinave, Mlaștini împădurite.
La baza desemnării sitului se află mai multe specii protejate:
- plante (1): Buxbaumia viridis
- păsări (10): uliu porumbar (Accipiter gentilis), cocoșul de mesteacăn (Bonasa bonasia), ciocănitoare neagră (Dryocopus martius), ciuvică (Glaucidium passerinum), alunar (Nucifraga caryocatactes), vultur pescar (Pandion haliaetus), viespar (Pernis apivorus), ciocănitoare de munte (Picoides tridactylus), cocoșul de mesteacăn (Tetrao tetrix tetrix), sturzul de vâsc (Turdus viscivorus)
- nevertebrate (1): Cucujus cinnaberinus